# Václav Hrabal
Václav Hrabal (21. ledna 1920 – ???) byl český a československý právník, politik Československé strany socialistické, ministr spravedlnosti vlády České socialistické republiky a poúnorový poslanec Národního shromáždění ČSSR, Sněmovny lidu Federálního shromáždění a České národní rady.

## Biografie
Ve volbách roku 1964 byl zvolen za ČSS do Národního shromáždění ČSSR za Severomoravský kraj. V Národním shromáždění zasedal až do konce volebního období parlamentu v roce 1968.
K roku 1968 se profesně uvádí jako soudce krajského soudu z obvodu Ostrava-střed. Koncem roku 1968 se zapojil do diskuzí o finální podobě státoprávního uspořádání Československa a neúspěšně navrhoval vyřešit i státoprávní postavení Moravy.
Po federalizaci Československa získal vládní post. Ve vládě Stanislava Rázla byl v roce 1969 ministrem spravedlnosti České socialistické republiky. Roku 1969 také usedl do Sněmovny lidu Federálního shromáždění (volební obvod Ostrava-střed), kde setrval do konce volebního období, tedy do voleb v roce 1971. Ve stejném období zasedal i v České národní radě.
Za jeho ministrování podepsal tisíce návrhů na zrušení rehabilitačních rozsudků týkajících se politických odsouzenců.[zdroj?]
| Ministr spravedlnosti ČR v rámci federace | Ministr spravedlnosti ČR v rámci federace | Ministr spravedlnosti ČR v rámci federace |
| ----------------------------------------- | ----------------------------------------- | ----------------------------------------- |
| Předchůdce: funkce ustavena               | 1969–1969 Václav Hrabal                   | Nástupce: Jan Němec                       |